# Serve-and-Volley-Spiel
Das Serve-and-Volley-Spiel ist eine offensive Spielstrategie im Tennis, die besonders in den 1980er- und 1990er-Jahren beliebt war. Ziel des aufschlagenden Spielers ist es hierbei, den Gegner mit einem guten Aufschlag in Bedrängnis zu bringen und dann sofort an das Netz vorzurücken. Der oftmals ungenaue Return wird vom aufschlagenden Spieler dann direkt mit einem Volley (Flugball) beantwortet – um im Optimalfall den Ballwechsel direkt für sich zu entscheiden. Das Serve-and-Volley-Spiel bewährt sich vor allem auf schnellen Platzbelägen, auf denen die Geschwindigkeit des auftreffenden Balles kaum verringert wird.
Die Spielstrategie wurde schon in den 1960er- und 1970er-Jahren von australischen Tennisspielern wie Rod Laver und John Newcombe, aber auch vom US-Amerikaner Arthur Ashe praktiziert. Dieses Offensivtennis wurde dann in den 1980er- und 1990er-Jahren von Spielern wie John McEnroe, Stefan Edberg, Boris Becker und Pete Sampras zur Perfektion entwickelt. Bei den Damen praktizierten insbesondere Billie Jean King, Jana Novotná und Martina Navratilova diesen Stil.
Kritiker des Systems bemängeln die Tatsache, dass in den Matches kaum Spielfluss zustande kommt. Die Ballwechsel sind sehr kurz und erwecken daher bei der Masse der Zuschauer weniger Begeisterung als umkämpfte Grundlinienduelle. Diese Kritik verfestigte sich im Laufe der Jahre. Insbesondere aufgrund von Veränderungen bei den Belägen und Bällen, die das Spiel langsamer gemacht haben, ist das Serve-and-Volley-Spiel heute nicht mehr so effektiv wie in den 1980er- und 1990er-Jahren. Die modernen Schläger mit großen Schlägerköpfen, die mit griffigem Belag bespannt und insgesamt leichter sind, begünstigen Punktgewinne über Topspin.
Heute sind Serve-and-Volley-Spieler eher die Ausnahme. Zu ihnen zählen beispielsweise Dustin Brown, Mischa Zverev, Pierre-Hugues Herbert, Ivo Karlović oder Taylor Townsend.